# Тадин, Артём Русланович
Артём Ру́сланович Та́дин (род. 2 сентября 2003, Чемал, Республика Алтай) — российский самбист, чемпион России (2025), обладатель Кубка России (2024) и Кубка мира (2025), 2-кратный победитель первенства России (2022, 2023), победитель (2022) и серебряный (2023) призёр первенства мира по боевому самбо среди юниоров, мастер спорта России по самбо (2022).

## Биография
Артём Тадин родился 2 сентября 2003 года в селе Чемал Чемальского района Республики Алтай. По национальности кумандинец[значимость факта?].
Окончил Новосибирский колледж олимпийского резерва.
Учится в Новосибирском государственном педагогическом университете на факультете физической культуры.

## Спортивная карьера
20 февраля 2022 года в городе Казань стал победителем Первенства России по боевому самбо (19-20 лет) в полутяжелой весовой категории (до 98 кг).
31 февраля 2022 года ему было присвоено звание мастера спорта России по самбо.
14 октября 2022 года стал победителем Первенства мира по боевому самбо U-20, проходившего в Ереване.
16 февраля 2023 года в городе Верхняя Пышма во второй раз выиграл Первенство России по боевому самбо (19-20 лет) в весовой категории до 98кг.
7 октября 2023 года в Бишкеке стал серебряным призёром Первенства мира по боевому самбо среди юниоров (19-20 лет) уступив в финале представителю Казахстана Султану Жарулкапбаеву.
7 марта 2025 года в Краснодаре Артём стал вторым в истории Новосибирского самбо и впервые для себя чемпионом России по боевому самбо в весовой категории до 98 кг.

## Спортивные результаты

### Боевое самбо
- Кубок России по самбо 2024 — ;
- Чемпионат России по самбо 2025 — ;